# Phadeppa Chaugule
Phadeppa Dareppa Chaugule (ur. w 1902 w Belagavi, zm. w 1952 tamże) – lekkoatleta długodystansowy reprezentujący Indie Brytyjskie, olimpijczyk.
Urodził się w 1902 roku w Belagavi w rolniczej rodzinie dźinijskiej. Maraton trenował najczęściej na trasie Belagavi – Khanapur; zwykle biegał boso.
Na igrzyskach w Antwerpii wystartował w biegu eliminacyjnym na 10 000 metrów, a także w finale maratonu. Nie ukończył biegu eliminacyjnego na 10 000 metrów (zszedł z trasy po około trzech kilometrach). W finale maratonu Chaugule uzyskał czas 2:50:45,4 (według innych źródeł 2:50:45,2); wynik ten dał mu 19. miejsce (na 35 zawodników, którzy ukończyli zawody).
Rekordy życiowe: bieg na 10 000 metrów – 34:45,0 (1920), maraton – 2:48:49 (1919).